# De Kruisweg (herberg)

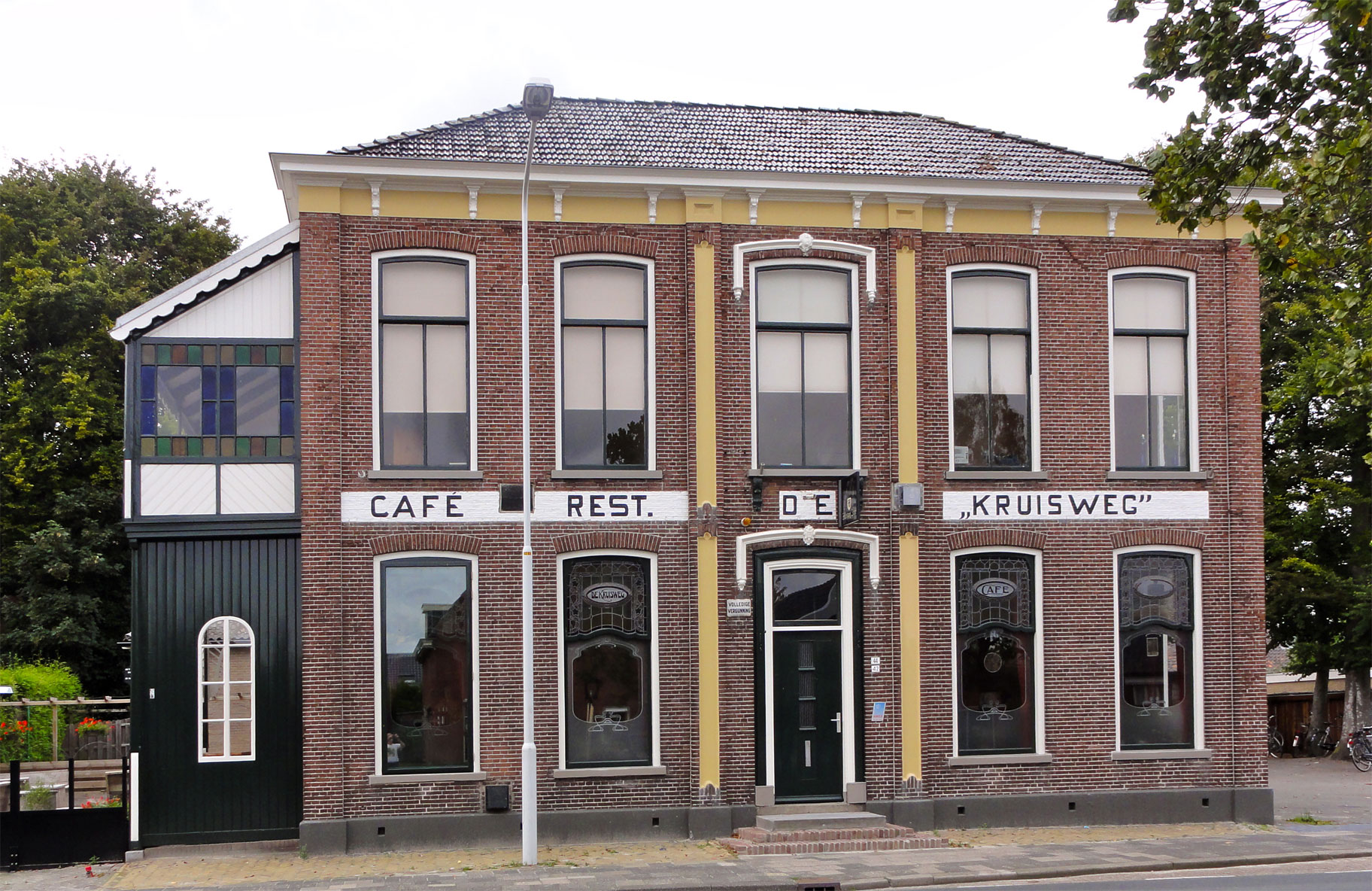
Café-restaurant De Kruisweg

De herberg De Kruisweg is een monumentaal pand aan de Haadwei in Damwoude in de Nederlandse provincie Friesland. Damwoude (sinds 2009 officieel Damwâld) ontstond in 1971 toen de dorpen Dantumawoude, Akkerwoude en Murmerwoude werden samengevoegd.

## Geschiedenis

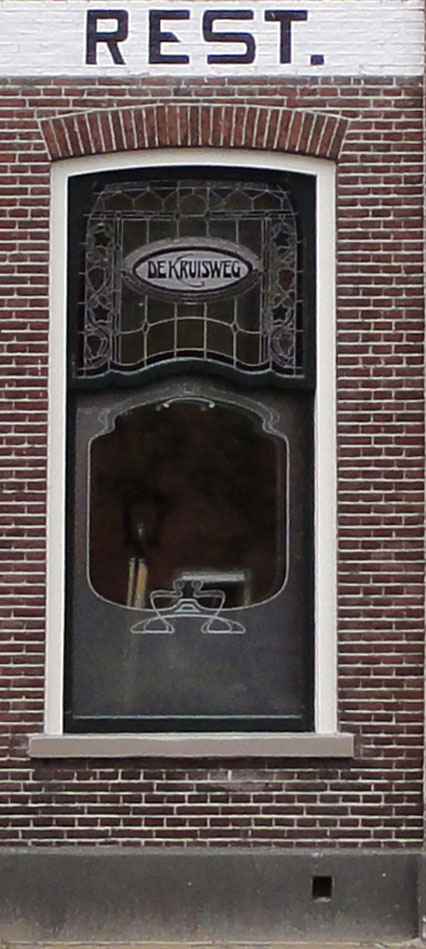
Een van de ramen met gebrandschilderd glas van de Kruisweg

De herberg werd gebouwd in 1881, hetzelfde jaar waarin ook het naastgelegen gemeentehuis van de gemeente Dantumadeel werd gebouwd. Volgens een mededeling in de Leeuwarder Courant werd het logement op 1 november 1881 geopend. De herberg heeft vanaf die tijd altijd een horecafunctie gehad.
Oorspronkelijk was de herberg tevens een halteplaats van de paardentram van Veenwouden naar Dokkum, met een stalling voor de paarden. In de eerste helft van de 20e eeuw was er bij de Kruisweg een rolschaatsbaan, die later werd vervangen door een speeltuin. Ook de speeltuin bestaat niet meer, op de plaats van de speeltuin is een zaal van de uitspanning gebouwd. Sinds 2009 is de gemeente Dantumadeel eigenaar van het pand en wordt het verpacht als horecaonderneming.
De jugendstilachtige glas-in-loodramen (zie afbeelding) zijn naderhand aangebracht door glashandel M.J. Houwink uit Sneek. Ook de houten loggia, aan de linkerzijde van het pand, dateert uit een latere periode.
Het gebouw is sinds 1982 erkend als een rijksmonument.